# Гнилиця (притока Черемошу)
Гнилиця (пол. Hnilica) — гірська річка в Україні, у Косівському районі Івано-Франківської області на Гуцульщині. Ліва притока Черемошу, (басейн Дунаю).

## Опис
Довжина річки приблизно 10,62 км, найкоротша відстань між витоком і гирлом — 9,58 км, коефіцієнт звивистості річки — 1,11. Річка тече в гірському масиві Покутсько-Буковинських Карпат (зовнішня смуга Українських Карпат).

## Розташування
Бере початок на північних схилах гори Креміниці (698 м). Тече переважно на північний схід через Старі Кути, Кобаки і на північно-східній стороні від села Слобідка впадає у річку Черемош, праву притоку Пруту.
Населені пункти вздовж берегової смуги: Кути.

## Цікаві факти
- Біля села Кобаки річку перетинає автошлях Т 0904[3].
- У XIX столітті довжина річки складала 13 км і вона впадала у річку Волицю у селі Кобаки[1], а у XX столітті пригирлова частина річки штучно була перекинута у річку Черемош[4].